# دنيس يامادا
دنيس يامادا هو سياسي أمريكي، ولد في 20 أغسطس 1944 في Līhuʻe, Hawaii ‏ في الولايات المتحدة، وتوفي في 12 أبريل 2020.